# アッシュカン・スクール

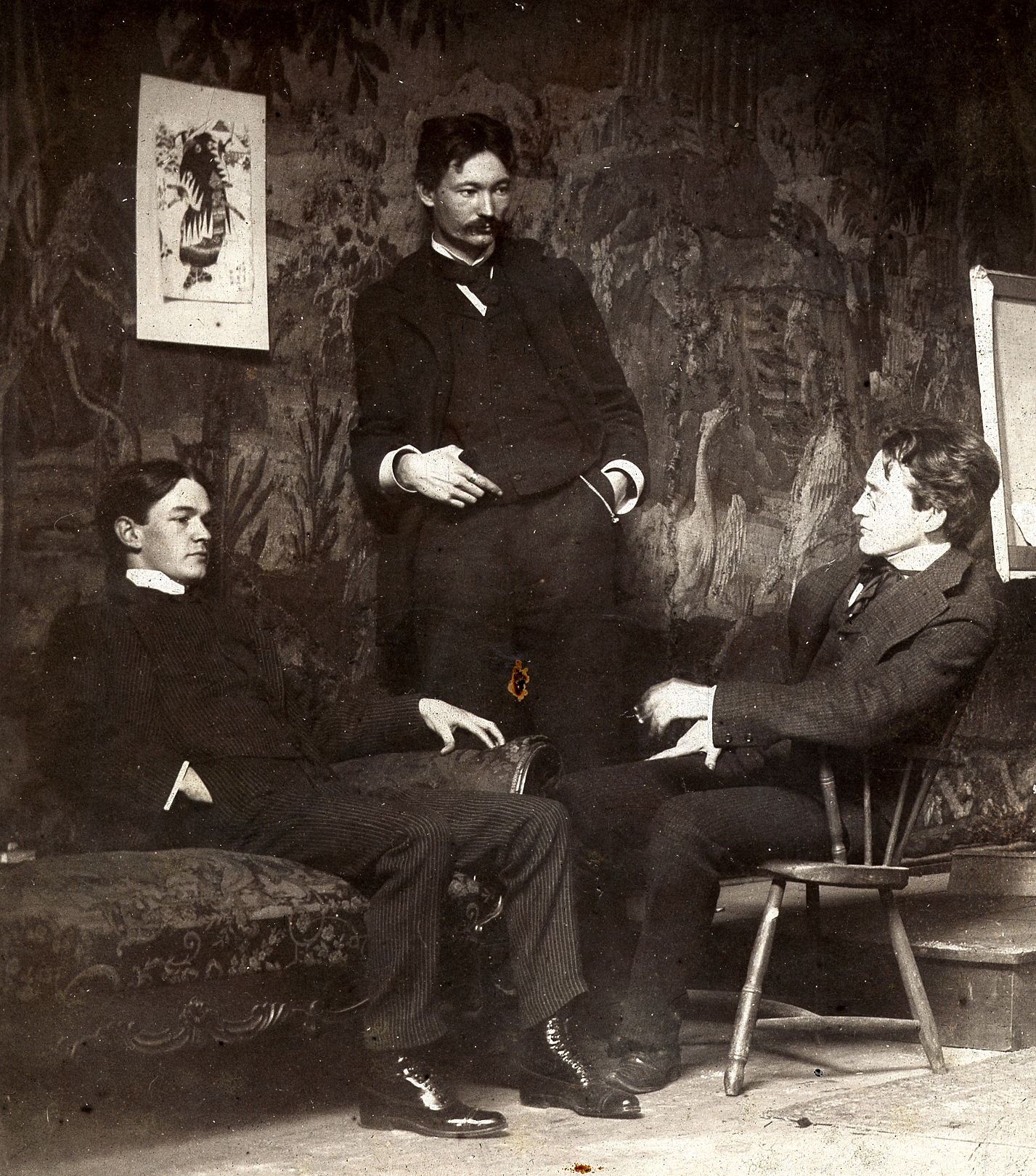
エヴァレット・シンとロバート・ヘンライ、ジョン・スローン

アッシュカン・スクール（英: the Ashcan School、the Ash Can School）は19世紀後半から20世紀初頭のアメリカ合衆国における芸術運動(アート・ムーブメント)、および芸術家たちを指す。日本では「アシュカン派」「ゴミ箱派」とも呼ばれる。この呼称は、雑誌「The Masses」に載せられた「ホレイショストリートにゴミ箱（アッシュカン）とスカートをまくり上げる女の子の絵が多すぎる」という苦情に由来する。芸術家たちはすでに8年活動を共にしていたが、この苦情を読んで面白がり、自らの呼称として定着させた。

## 概要
ニューヨークの下町や労働者の日常風景を題材にした作品で知られる。統一した意志や目標を掲げて組織的に活動していたわけではなく、政治的関心についてもメンバーそれぞれにバラつきがあった。彼らは伝統的な絵画芸術から無視されてきた現代都市生活のありのままの姿を真実として描写するという願望によって結束されていた。この活動の支柱ともいえる存在のロバート・ヘンライは「芸術をジャーナリズムに近いものにしたい。絵具を泥のように、冬のブロードウェイで凍り付く馬糞や雪のように、現実的なものにしたい」と語っている。アッシュカン・スクールの芸術家たちは、当時もっとも尊敬を集め商業的に成功していたアメリカ印象派やアカデミックな写実主義に対抗した。それらの洗練された上品な作風とは対照的に、彼らは市井の人々の厳しい生活を題材に選び、暗い色調と荒々しいタッチで瞬間を切り取った。
1908年にアッシュカン・スクールのメンバー5人を含む芸術家グループ「The Eight」の展覧会がニューヨークのマクベス・ギャラリーで開かれると、彼らの活動は一躍注目を集めるようになった。
1910年代に入りアーモリーショー、キュビスム、フォーヴィスム、表現主義などが到来したことによってその活動は次第に終息していく。かつては過激と批判されたアッシュカン・スクールの写実的作風は、新しい時代の芸術に接した美術愛好家からは古臭く物足りないと評されるようになった。

## 代表的な作家と作品

ロバート・ヘンライ (1865 — 1929) 雪のニューヨーク, 1902
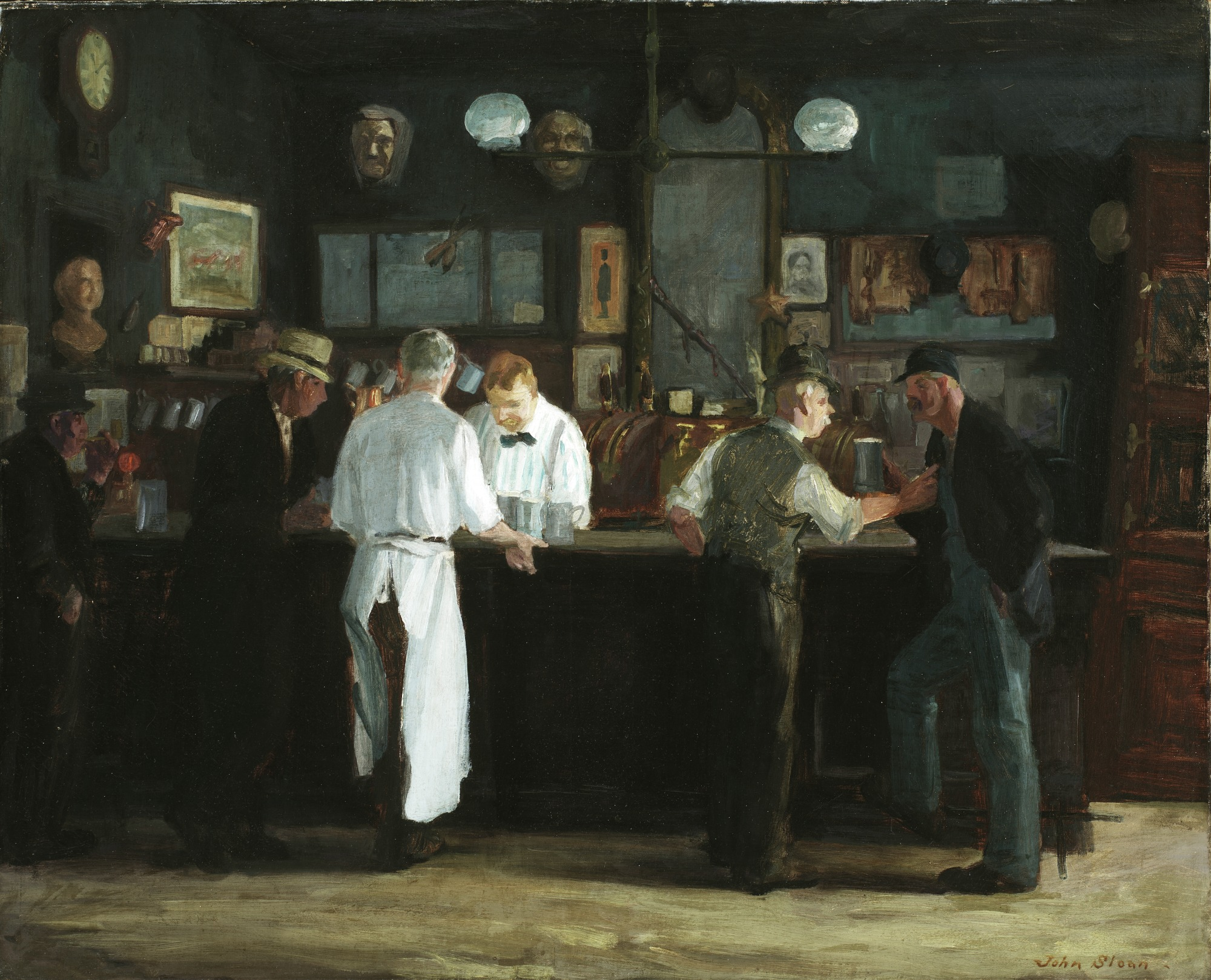
ジョン・スローン (1871 — 1951) McSorley's Bar, 1912
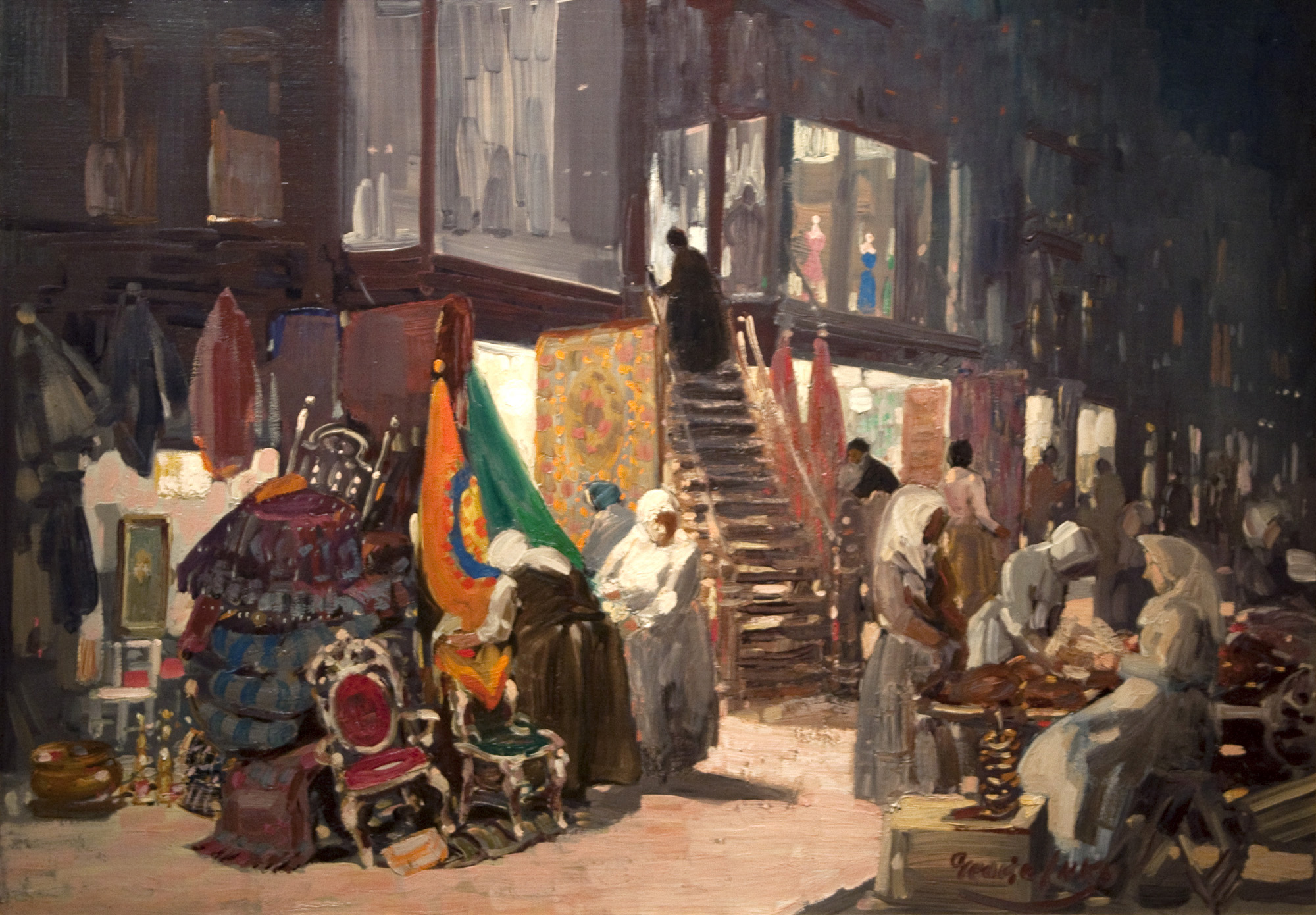
ジョージ・ラクス (1867 — 1933) Allen Street , c.1905
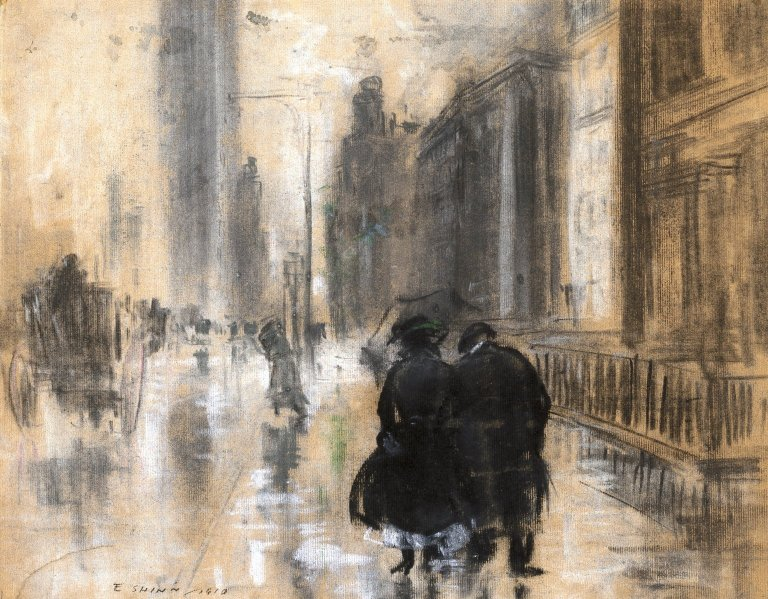
エヴァレット・シン (1876 — 1953) Fifth Avenue, 1910
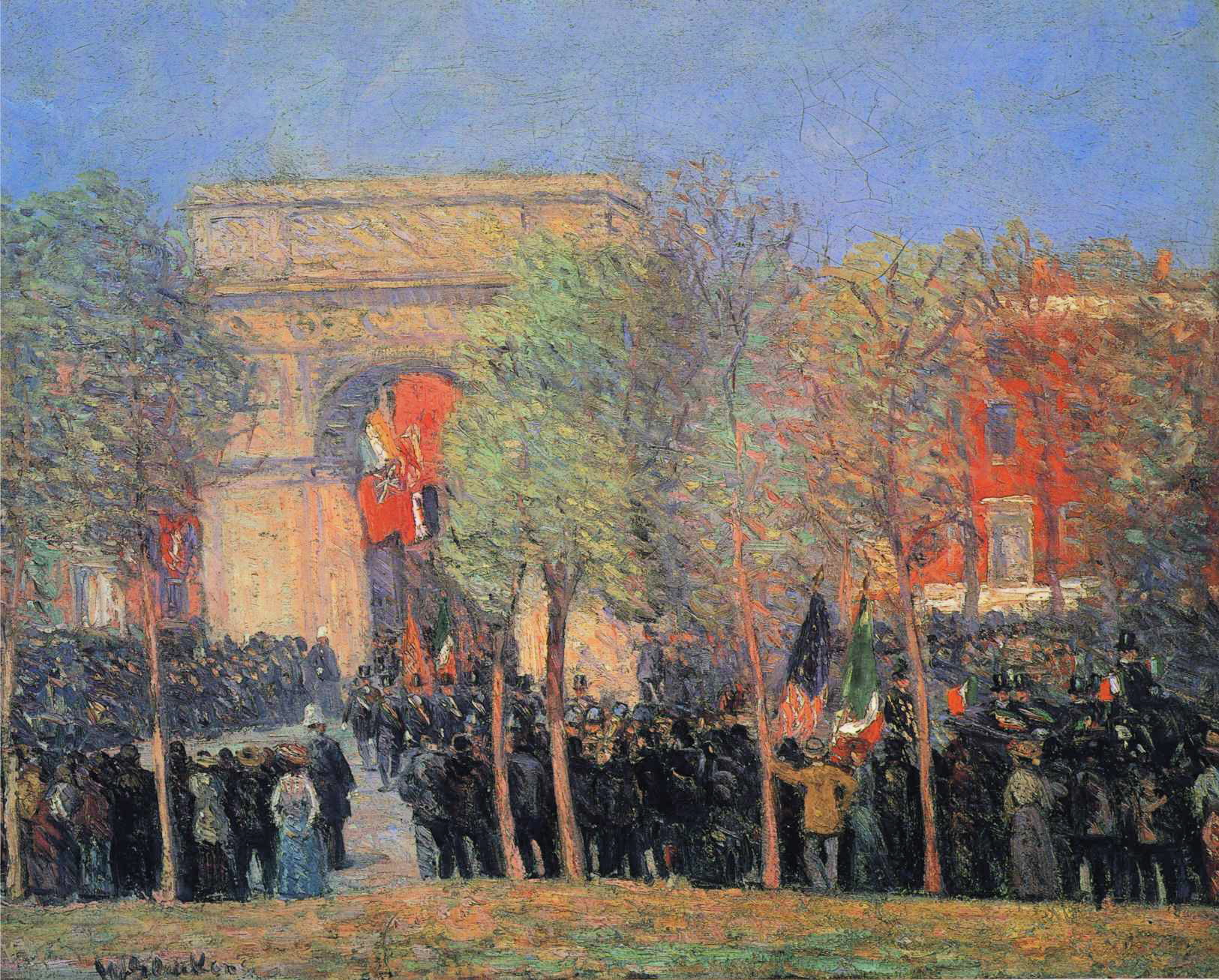
ウィリアム・グラッケンズ (1870 — 1938) talo-American Celebration, Washington Square, c.1912
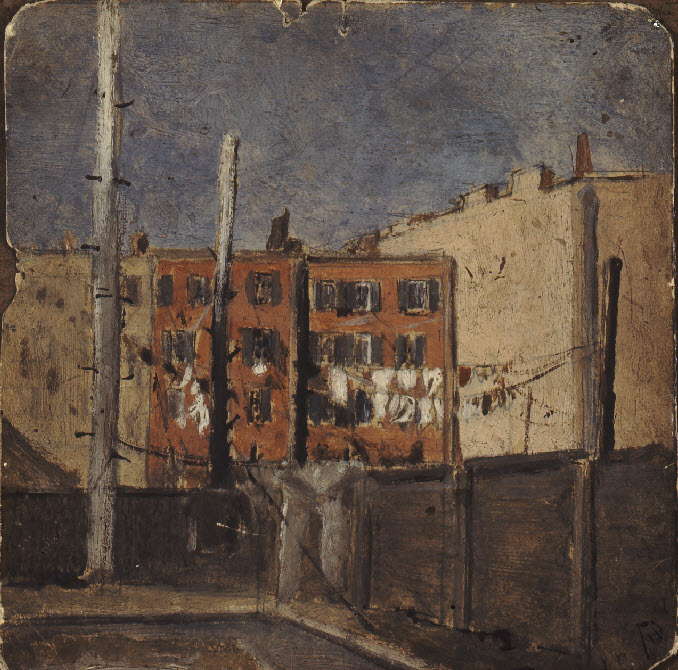
ジェローム・マイヤーズ (1867 — 1940) ジェローム・マイヤーズ, 1887
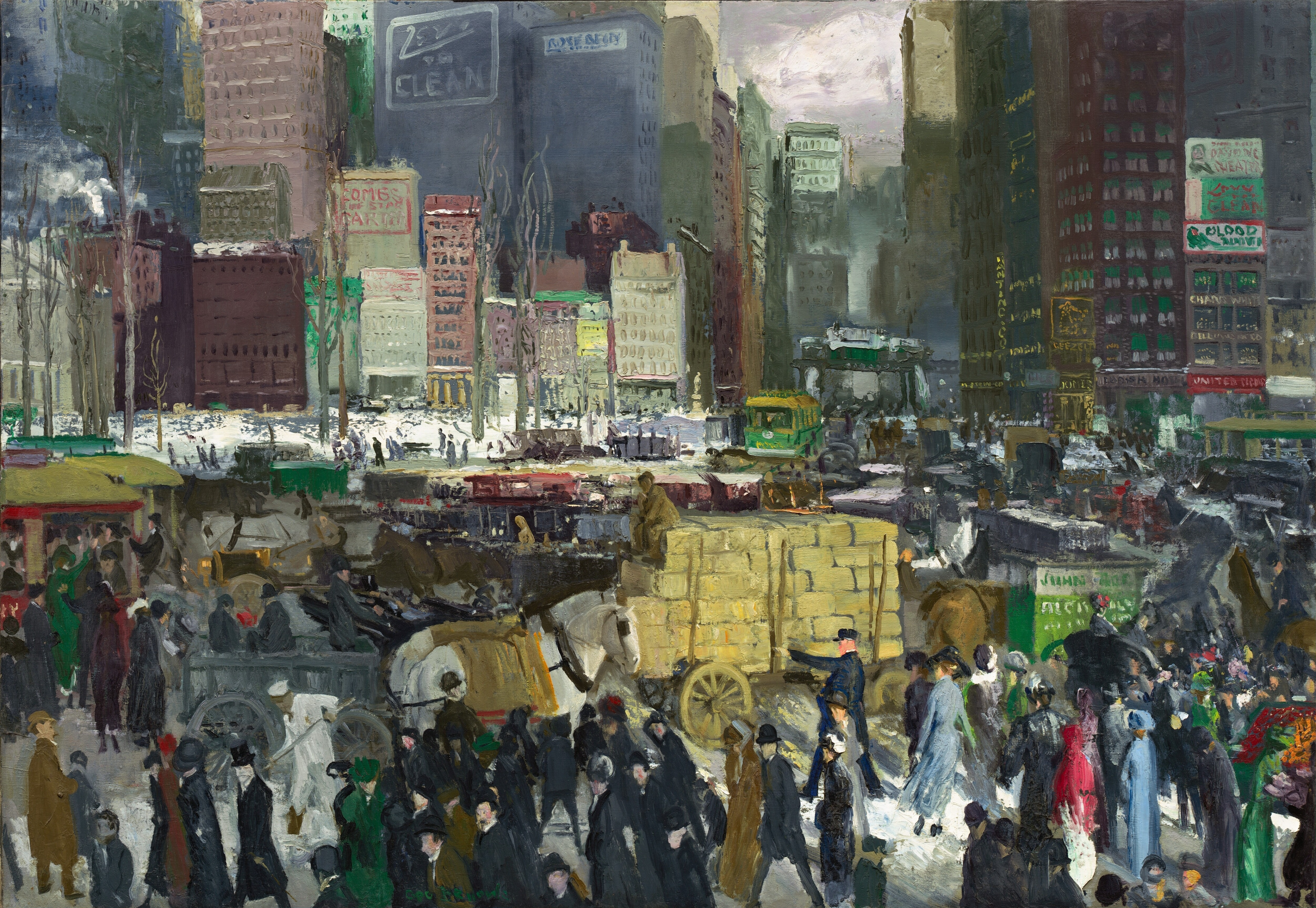
ジョージ・ベローズ (1882 — 1925) New York, 1911
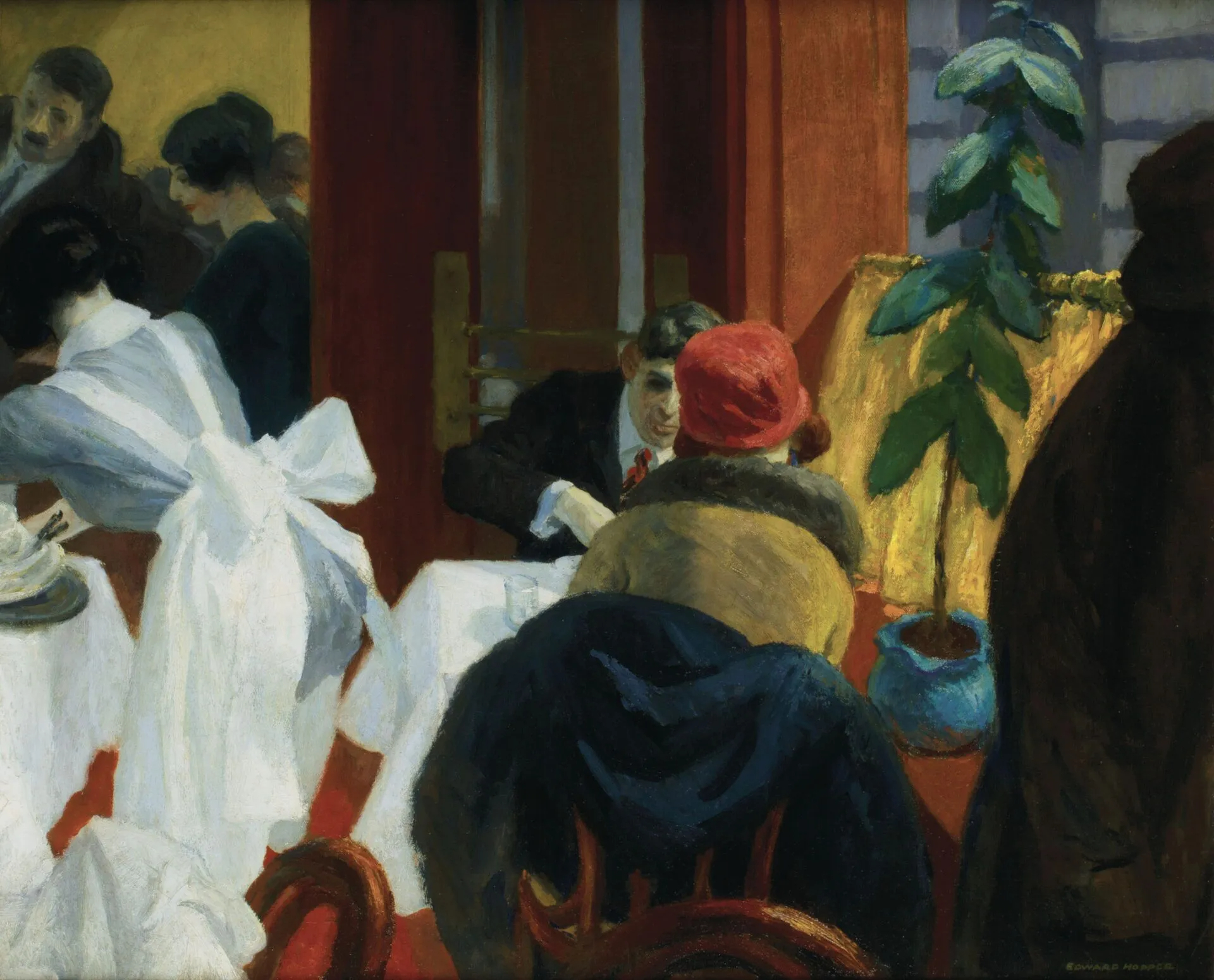
エドワード・ホッパー (1882-1967) New york restaurant, c.1922

## 関連事項
- 写実主義
- モダニズム